# 輝いて…土曜日
『輝いて…土曜日』（かがやいて…どようび）は、福島中央テレビ（FCT）で放送されていた情報番組。放送時間は毎週土曜 17:10 - 18:00 （JST） 。
1994年（平成6年）10月から開始する夕方ワイド番組『ゴジてれシャトル』への製作準備のため、1993年12月25日をもって終了した。その後、1999年4月より『ゴジてれ土曜版』が開始されるまで、同枠は日本テレビで同年7月より既に放送開始されていた『TVおじゃマンボウ』の同時ネットを行っていた。

## 司会者
いずれも当時福島中央テレビアナウンサー。
- 徳光雅英
- 鈴木美津子

## 番組テーマ曲
- フォー・シーズンズ - シェリー(Sherry)

## エピソード
- 『とんねるずの生でダラダラいかせて!!』の「編成教育委員会」（クイズに勝った放送局の番組にとんねるずを呼べる＝視聴率を上げられるという企画）に番組ディレクターのSが出演。系列他局のディレクターにクイズで勝ち、1993年6月12日の放送でとんねるずが「視聴率向上」を目的にゲスト出演。とんねるずが、会場に入る条件として『開成山公園にフライパンを持ってくるように』と冗談半ばに提示したが、本当にフライパンを持ったファンが詰めかけた。その週の『輝いて…』の一部とFCTでの打ち合わせ風景などを合わせて、後日の『生ダラ』で放送された[1]。